# Ammianus Marcellinus
Ammianus Marcellinus (pravděpodobně 330?, Antiochie nad Orontem – asi 395 nejpozději 400?, patrně v Římě) byl ve 4. století římský historik.

## Život
Pocházel z Antiochie nacházející se na hranici dnešní Sýrie a Turecka), kde získal řecké vzdělání, přesto psal latinsky. Brzy vstoupil do armády, kde působil jako osobní strážce vrchního velitele (Magister militum). Bojoval v armádě císaře Juliana proti Alamanům a Peršanům, v roce 363 se účastnil tažení do Mezopotámie. Po smrti Juliana v roce 363 nejprve cestoval, poté se usadil v Římě, kde se věnoval historii a literatuře. Je považován za posledního významného římského historika.

## Dílo
Napsal jediný velký spis, později nazvaný Rerum gestarum libri nebo Res gestae (česky "O tom, co se stalo"). Jedná se o historické dílo, které mělo 31 knih (zachovaly se knihy 14 až 31). Dílo navazuje na Tacita, tzn. začíná smrtí císaře Domitiana (96) a končí smrtí císaře Valenta (378). Zachovány jsou roky 353 – 378, kde Ammianus líčí události z období jeho života. Z tohoto díla je patrná snaha o objektivní zpracování a je cenným pramenem o této době. Nevýhodou díla je jistá nejasnost způsobená básnickými obraty a tím, že autor nepsal v mateřském jazyce. Z díla je patrné, že autor byl odpůrce křesťanství a podporoval Juliánovu reformu, zároveň však kritizoval jeho sklon k pověrečnosti.